# قصائد لوسي
قصائد لوسي هي سلسلة من خمس قصائد من تأليف شاعر الرومانسية الإنجليزي ويليام وردزورث(1770-1850). تمت كتابتها في الفترة ما بين 1798 و1801. نشرت لأول مره خلال عام 1800 في النسخة الثانية من أناشيدغنائية: التي تم فيها التعاون بين ويليام وردزورث وصامويل تايلر كولريدج. تعد المنشور الرئيس الأول لووردزورث وكذلك فهي علامة بارزة في بداية الحركة الرومانسية الإنجليزية. سعى وردزورث الي كتابة شعر إنجليزي مؤثر ومملؤ بالمثالية في الجمال والطبيعة والحب والشوق والموت.
كتب ويليام ووردزورث القصائد خلال المدة القصيرة التي قضاها في ألمانيا. كانت كل قصيدة تتناول علي حدى موضوعًا مختلفًإلا أنها بصفتها مجموعة قصائد واحدة يركز فيها الشاعر علي حنينه لرفقة صديقه كولريدج، الذي عاش معه في انجلترا. وعن نفاد صبره المتزايد نحو اخته دوروثي التي سافرت معه إلى الخارج.
يتناول وردزورث الحب غير متبادل للشاعر نحو لوسي الشخصية المثالية، وهي فتاة إنجليزية توفيت في عمر صغير. فكرة وفاتها استنزفت الشاعر كليًا طوال هذه السلسلة، كما صحبت هذه الفكرة نبرة سوداوية رثائية. فلطالما كانت لوسي مثار جدل بين الباحثين، سواء كانت شخصيتها مستندة على شخصية امرأة حقيقية أو امرأة من نسج خيال الشاعر. كان كتومًا بصفة عامة حول قصائده، لذا لم يكشف وردزورث ابدًا عن تفاصيل أصلها أو هويتها. تكهن بعض الباحثين أن لوسي مستندة علي شخصية أخته دوروثي، بينما يرى آخرون إنها شخصية وهمية أو مختلطة. اتفق معظم النقاد على أنها في جوهرها آداة أدبية تمكنه من أن يتوقع ويتأمل ويفكر.
تتألف «قصائد لوسي» من: نوبات غريبة من العاطفة عرفتها وسَكَنتْ طرقا مهجورة وسافرت بين رجال مجهولين ونَمتْ في ثلاث سنوات بين الشمس والمطر وسبات أنهى روحى. على الرغم من أن القصائد قدمت في شكل سلسلة من المقتطفات الأدبية الحديثة، لم يتصورهم ردزروث على أنهم مجموعة كما أنه لم يسعى إلى نشر القصائد في نسق متسلسل. وصف أعماله ب«التجريبية» في مقدمة كاتبه أناشيد غنائية طبعة عام 1798 وطبعة 1800.
قامت القصائد المنقحة بشكل كبير بتحويل تركيزها على الموضوعية بين 1799 و1798. فقط بعد موته عام 1850، بدأ الناشرون والنقاد التعامل مع القصائد بأعتبارها مجموعة ثابتة، وقدمتها المختارات الأدبية حينها أيضًا باعتبارها سلسلة.

## سيرة حياته

### أناشيد غنائية

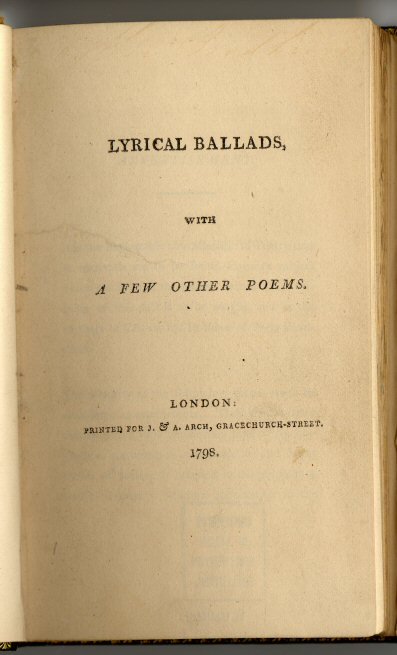
صفحة العنوان لكتاب قصائد شعبية غنائية, الطبعة الأولى

قام وردزورث عام 1798 بالاشتراك مع صمويل تايلور بنشر كتاب «أناشيد غنائية،» مع عدد قليل من القصائد الأخرى، وهي عبارة عن مجموعة من الأبيات كتبت بشكل منفصل. تمتع الكتاب بشعبية كبيرة ونشر على نطاق واسع، بالإضافة إلى ذلك يبشر الكتاب بالحركة الرومانسية في الأدب الإنجليزي بشكل عام. في هذا الكتاب، عمد وردزورث إلى استخدام لغة الحياة اليومية أثناء التأليف  كما ورد في مقدمة طبعة الكتاب لعام 1802: «إن الهدف الأساسى المقترح في تلك القصائد هو أختيار حوادث ومواقف سائدة في الحياة وربطها أو وصفها كليًا بقدر الإمكان في مجموعة مختارة من اللغة المستخدمة بالفعل من قبل الرجال. وفي الوقت نفسه، إضافة ألوان معينة من الخيال عليهم، حيث يتم استخدام أحد الجوانب غير التقليدية في تقديم الأشياء العادية إلى العقل.».
اجتمع الشاعران في وقت سابق منذ ثلاث سنوات في أواخر شهر أغسطس أو سبتمبر لعام 1795 في بريستول. أرسى هذا الاجتماع الأساس لصداقة قوية وعميقة قائمة على الابتكار، تستند هذه الصداقة جزئيًا على ازدراء كلا منهما للاسلوب الاصطناعى للشعر في تلك الحقبة. عاش الاثنان على مسافة قريبة من بعضهم البعض في سومرست بداية من 1797 مما أدى إلى تعزيز صداقتهما. يعتقد وردزورث أن حياته كانت راكدة ومملة وإن إنتاجه الشعرى كان قليل قبل لقائه بكوليردج الذي أثر فيه كثيرًا، فقد ألهمه ثناء وتشجيع كوليردج للكتابة بغزارة. ربطت دوروثى، أخت وردزورث الأثر، الذي تركه كوليرج على شقيقها في خطاب مارس 1798: «لقد توسع نطاق قدراته العقلية يوما بعد يوم، وأصبح يؤلف بمهارة شديدة مقارنة بما سبق، بالنسبة إلى آلية التشديد في النص الأصلي للشعر، وصارت أفكاره تتدفق أسرع من قدرته التعبير عنها». مع هذا الإلهام الجديد، أصبح وردزورث يعتقد أن بوسعه كتابة شعر يحاكى أشعار جون ميلتون. عزما وردزورث وكوليردج التعاون معًا، ولكن الأمر لم يتعدى بعض الاقتراحات والملاحظات التي تبادلاها فيما بينهما.
قدم انتهاء مدة الإيجار لبيت وردزورث في ألفوكستن (Alfoxton) فرصة للصديقين كي يعيشا معًا. تصورا خطة للعيش في ألمانيا مع دوروثى وسارة زوجة كوليردج، «حيث نقضي السنتين التاليتين في تعلم اللغة الألمانية وتزويد أنفسنا بمخزون لائق من المعلومات عن العلوم الطبيعية». سافر وردزورث وكولريدج ودوروثى إلى ألمانيا في سبتمبر عام 1798 لأستكشاف التدابير المعيشية بالتقريب، لكن ذلك لم يكن بالأمر اليسير. على الرغم من أنهم عاشوا معًا لفترة قصيرة في هامبورغ، كانت المدينة مكلفة للغاية بالنسبة لميزانيتهم. لكن سرعان ما وجد كوليردج أماكن للإقامة في بلدة راتزبرج في شليسفيغ هولشتاين، كانت أقل كلفة لكنها نابضة بالحياة الاجتماعية في الوقت نفسه. مع ذلك، لم يستطع وردزورث أن يتحمل كلفة اتباع كوليردج أو أن يعيل نفسه وشقيقته في هامبورغ بسبب فقره. بدلا من ذلك، انتقل الشقيقان إلى مساكن بأسعار معتدلة في جوسلار في ولاية سكسونيا السفلى، ألمانيا.

### الانفصال عن كوليردج

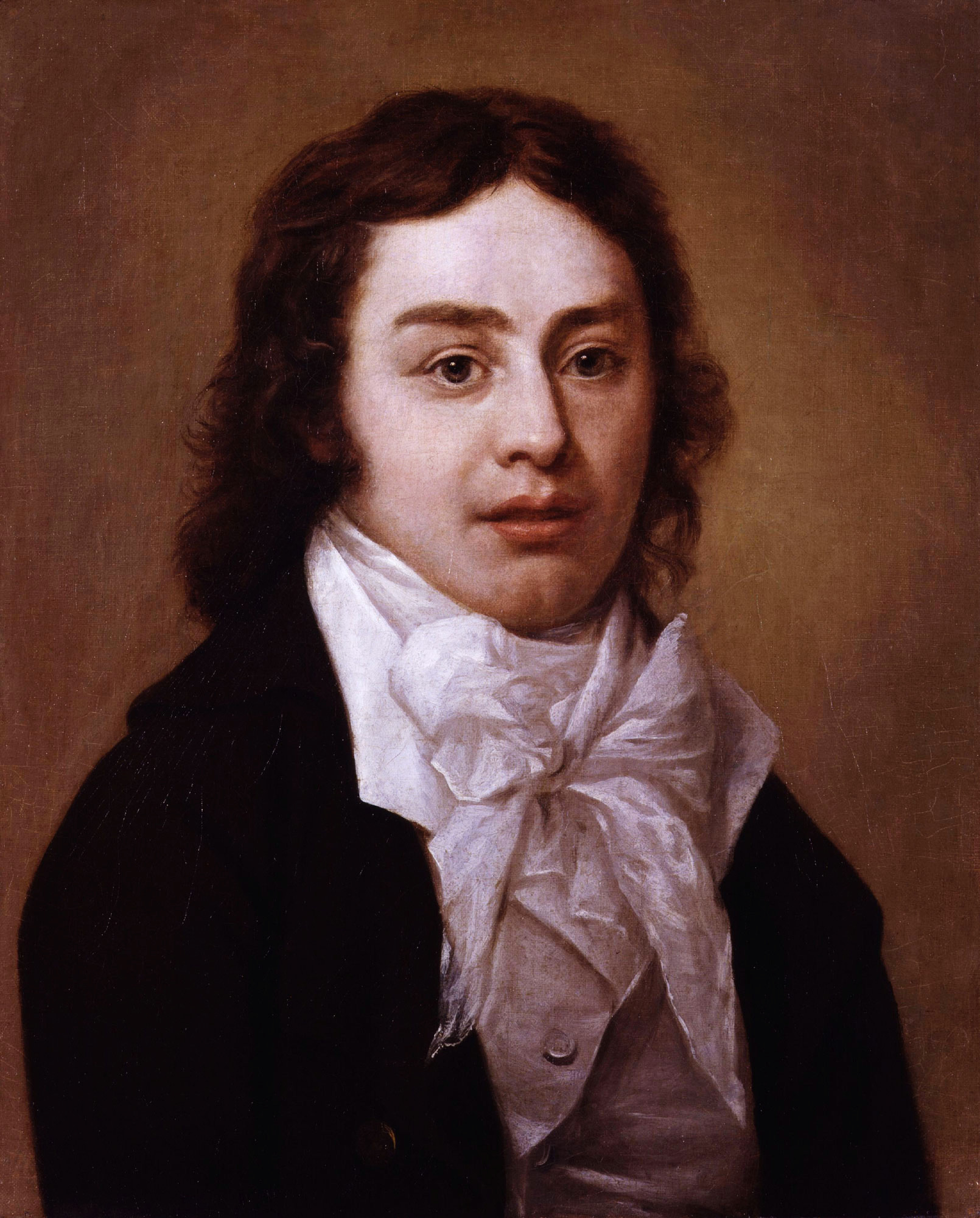
صمويل تايلور كوليردج، بريشة بيتر فان دايك، عام 1795، شاعر كبير، يأتى في مقدمة نقاد عصره، تعاون كوليردج مع وردزورث في أناشيد غنائية وظل صديقًا حميمًا ومقربًا لسنوات عديدة.

في الفترة بين أكتوبر 1798 وفبراير 1799 عمل وردزورث على المسودة الأولى من «قصائد لوسي» إلى جانب عدد من الأبيات الأخرى، بما في ذلك «قصائد ماثيو» و«لوسي غراى» و«المقدمة». لكن كوليردج لم ينضم إلى الشقيقين في ألمانيا مما أدى إلى اكتئاب وردزورث بسبب انفصاله عن رفيقه. أنهى وردزورث في الثلاثة أشهر التي تلت فراقفهما أول ثلاث قصائد من «قصائد لوسي»: «نوبات غريبة» و«سَكَنتْ» و«سبات.». ظهروا للمرة الأولى في الخطاب الذي أرسله إلى كوليردج في ديسمبر 1798، حيث كتب فيه أن «سَكَنتْ ونوبات غريبة هما قصيداتان ذات قافية قليلة، آملًا أن يروقاك». جعل وردزورث القصيدتين مميزتين وذلك للتخفيف من أي خيبة أمل قد يعانيها كوليردج بسبب حصوله على هاتين القصيدتين بدلًا من الملحمة الفلسفية ذات الأجزاءالثلاثة: «الناسك» التي وعده بها وردزورث سابقا.
في الرسالة نفسها، عبر وردزروث عن شكواه قائلا:
"ليس لدى أي أعذار للدفاع عن نفسي فقد كان يجب على أن اكتب بمقدار خمسة أضعاف ما كتبته الآن، لكنى منعت بسبب عدم ارتياح يعترينى في معدتى وجانبى مع ألم خفيف حول قلبى. لقد استخدمت كلمة ألم، لكن عدم الارتياح والحرارة هي الكلمات التي تعبر عن مشاعرى بدقة أكبر. في جميع الأحوال، ذلك ما جعل كتاباتى تعيسة. أصبحت القراءة الآن نوعًا من الترف بالنسبة إلى. وعندما لا أقرأ، أكون غارقًا في التفكير والشعور والإجهاد الجسدى من الكلام أو الحركة، نتيجة تلك المشاعر.
ألقى وردزورث اللوم جزئيًا على دوروثى بسبب الخسارة المفاجئة لرفقة كوليردج. فقد شعر أن أموالهم -التي كانت غير كافية لدعهم كليهما في راتزبرج - كان من شأنها أن تدعمه وحده بسهولة وتمكنه أيضا من اتباع كوليردج. وما ضاعف كرب وردزورث هو التباين بين حياته وحياة صديقه. فالإمكانيات المادية التي يملكها كوليردج اتاحت له الترفيه ببذخ والسعى لرفقة النبلاء والمثقفين، بينما ثروة وردزورث المحدودة جعلته سجين حياة هادئة ومتواضعة. تسلل حسد ورزورث إلى رسائله عندما وصف كوليردج ورفقته الجديدة باسم «غرباء أكثر تفضيلًا» الذين قد «لا يفعلون شيئًا إلا الثرثرة طوال اليوم».
على الرغم من أن وردزورث سعى للحصول على الدعم العاطفي من أخته، ظلت العلاقة بينهما متوترة طوال فترة وجودهم في ألمانيا.استخدم ورزورث «قصائد لوسي» كمتنفس عاطفى له، بسبب انفصاله عن رفيقه واضطراره للعيش في عزلة مع اخته.

### هوية لوسي

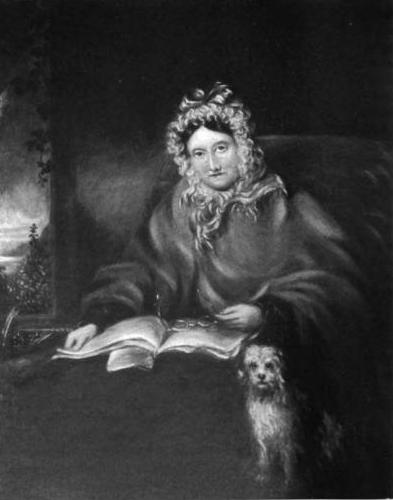
W. Crowbent, 1907, صورة لدوروثى وردزورث أخذت لها في وقت لاحق في حياتها
(رسمه عن صورة فوتوغرافية).

لم يفصح وردزورث عن المصدر الذي استلهم منه شخصية لوسي، اولد هذا الموضوع العديد من التكهنات بين مؤرخين الأدب على مر السنين. ويمكن استخلاص القليل من المعلومات عن السيرة الذاتية من القصائد - فأنه من الصعب حتى تحديد عمر لوسي. في منتصف القرن 19, كتب توماس دي كوينسي (1785- 1859) كاتب وكان صديق وردزورث في يوم من الايام، ان الشاعر " كان يحرص دائما على الصمت الغامض حول موضوع لوسي، والمح مرارا وتكرار إلى
1. ↑  "The Cornell Wordsworth Collection". Cornell University
2. ↑  Jump up to: Jones 1995, 4
3. ↑  Wu 1999, 189–90
4. ↑  Gilbert; Allen; and Clark 1962, 198
5. 1 2  Murray 1967, qtd in 5
6. ↑  Sisman 2006, 111–112
7. ↑  Matlak 1978, 48
8. ↑  Wordsworth 1967, 200
9. ↑  Alexander 1987, 62
10. ↑  Gill 1989, 131
11. ↑  In a letter to James Losh dated 11 March 1798. Wordsworth 1967, 212
12. ↑  Matlak 1978, 49–50
13. ↑  Ford 1957, 186–206
14. ↑  Matlak 1978, 46–47
15. 1 2  Wordsworth 1967, 236
16. ↑  Moorman 1968, 422
17. ↑  Matlak 1978, 50; Wordsworth 1967, 254
18. ↑  Matlak 1978, 50–51